# Bitwa na przełęczy Motian
Bitwa na przełęczach Motian – starcie zbrojne, które miało miejsce w dniach 17–18 lipca 1904 roku w trakcie wojny rosyjsko japońskiej.
W połowie lipca dowódca japońskiej 1 Armii, gen. Tamemoto Kuroki zaczął aktywizować działania poprzez ataki na Oddział Wschodni Armii Mandżurskiej na przełęczach Fenshuiling, Daling i Motianling. Rosyjskie wojska odpowiadały na te działania jedynie prowadzeniem rekonesansów wzmocnionymi oddziałami. 
Wraz ze wzmocnieniem Oddziału Wschodniego 10 Korpusem, admirał Jewgienij Aleksiejew zażądał od gen. A. Kuropatkina decydujących działań. Aby pokazać przełożonemu działania Oddziału Wschodniego, gen. Kuropatkin rozkazał prowadzenie operacji zaczepnej na Przełęcz Motianling. Rozkaz nie był zdecydowany i nie polecał opanowania przełęczy, lecz działanie na kierunku przełęczy w zależności od sytuacji i prowadzenia działań przez siły japońskie. Gen. Michaił Skobielew tak po wojnie scharakteryzował rozkaz: „Podobnego rodzaju proza mogła tylko demoralizować podwładnych, bezpowrotnie zabijając w nich chęć zwycięstwa, dusząc ducha walki i pozbywając energii”.
Walki stoczone w dniach 17 i 18 lipca zakończyły się bez wyraźnego rezultatu. W wyniku walk na przełęczach Rosjanie stracili 46 oficerów i 1 507 żołnierzy niższych stopni.

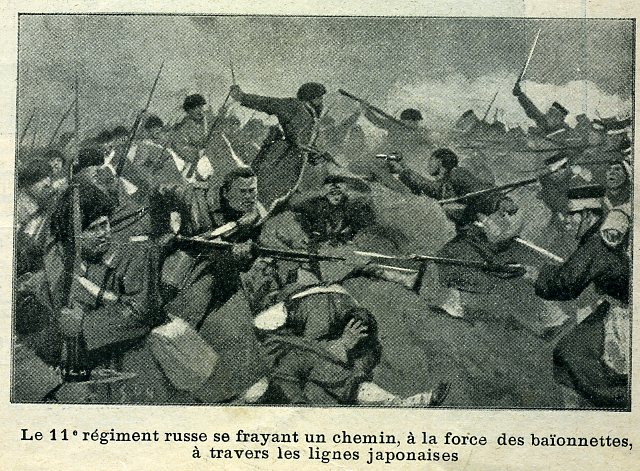
11 Syberyjski Pułk Strzelecki w walce na bagnety z japońskimi żołnierzami